# Spada da fanteria
La spada da fanteria è una versione modificata della spada da ufficiale, usata solo dai soldati semplici, che venne impiegata durante le guerre del XVIII e XIX secolo.
Non era molto lunga, era poco pesante (visto le lunghe marce che doveva compiere un esercito) e maneggevole: infatti serviva per tagliare gli arbusti che si incontravano sul proprio percorso, oppure, come avveniva nell'esercito napoleonico, serviva per raccogliere la legna e per uccidere i nemici in battaglia. Un utilizzo più intenso era quello di farsi strada, ad esempio nel periodo coloniale, tra la vegetazione. 
Importante è la differenza tra la spada (a volte chiamata sciabola) da fanteria e quella da cavalleria: una è piccola e non curveggiante, l'altra è lunga, sottile e ricurva.